# Саммит НАТО в Брюсселе (2017)
Саммит НАТО в Брюсселе (англ. 2017 Brussels summit) — 28-я встреча на высшем уровне глав государств и глав правительств стран-участниц Североатлантического альянса, которая состоялась 25-26 мая 2017 года в Брюсселе в новой штаб-квартире НАТО.
Это первый саммит НАТО для новоизбранных Президента США Дональда Трампа и Президента Франции Эммануэля Макрона.
На саммите обсуждался ряд важных тем, среди которых — борьба с терроризмом, увеличение оборонных расходов и справедливое распределение их между членами альянса, вступление Черногории в НАТО, события на Украине, а также отношения НАТО-Россия.